# シアノアセチレン
シアノアセチレン(Cyanoacetylene)は、H-C≡C-C≡Nの構造式を持つ有機化合物である。最も単純なシアノポリインである。シアノアセチレンは、分光法を用いて、星間雲やヘール・ボップ彗星のコマ、タイタンの大気からも検出されている。また、シアノアセチレンは、ユーリー-ミラーの実験で生成する物質の1つでもある。